# (33275) 1998 HD115
1998 HD115 (asteroide 33275) é um asteroide da cintura principal. Possui uma excentricidade de 0.17663500 e uma inclinação de 13.33526º.
Este asteroide foi descoberto no dia 23 de abril de 1998 por LINEAR em Socorro.